# Apogonia loizeaui
Apogonia loizeaui är en skalbaggsart som beskrevs av Conrad Ritsema 1914. Apogonia loizeaui ingår i släktet Apogonia och familjen Melolonthidae. Inga underarter finns listade i Catalogue of Life.